# The Raging Wrath of the Easter Bunny Demo
Albums de Mr. Bungle
California
(1999)
The Raging Wrath of the Easter Bunny Demo est le quatrième album du groupe américain Mr. Bungle, sorti en 2020, soit 21 ans après leur dernier album, California.
Après sa reformation et sa série de concerts en 2019, le groupe, composé de ses 3 membres fondateurs : Mike Patton, Trey Spruance et Trevor Dunn et de 2 nouveaux membres : Dave Lombardo (Slayer, Suicidal Tendencies) et Scott Ian (Anthrax, S.O.D.), retourne en studio 2020 pour réenregistrer la première démo du groupe, sortie en 1986.

L'album de 11 titres est produit par Mr. Bungle, enregistré par Husky Höskulds au Studio 606 et mixé par Jay Ruston.

## Titres
1. Grizzly Adams - 02:55
2. Anarchy Up Your Anus - 02:15
3. Raping Your Mind - 05:53
4. Hypocrites / Habla Español O Muere - 03:43
5. Bungle Grind - 06:30
6. Methematics - 08:45
7. Eracist - 03:52
8. Spreading The Thighs of Death - 05:59
9. Loss For Words - 04:16
10. Glutton For Punishment - 04:49
11. Sudden Death - 07:30

## Composition du groupe
- Mike Patton : chant
- Trevor Dunn : basse
- Trey Spruance : guitare
- Scott Ian : guitare
- Dave Lombardo : batterie